# Geomysaprinus rugosifrons
Geomysaprinus rugosifrons är en skalbaggsart som först beskrevs av Henry Clinton Fall 1919.  Geomysaprinus rugosifrons ingår i släktet Geomysaprinus och familjen stumpbaggar. Inga underarter finns listade i Catalogue of Life.